# Forêt classée de la Davo
La forêt classée de la Davo est une forêt classée du sud-ouest de la Côte d'Ivoire.

## Histoire
En septembre 2021, un jeune meurt accidentellement dans cette forêt pendant une récolte de miel. En septembre 2021, un paysan est agressé par un éléphant dans cette forêt.

## Faune et flore
En février 2022, trois éléphants sont découverts dans cette forêt.